# Aspergillus auratus
Aspergillus auratus är en svampart som beskrevs av Warcup 1965. Aspergillus auratus ingår i släktet Aspergillus och familjen Trichocomaceae.   Inga underarter finns listade i Catalogue of Life.